# Stara Sava
Stara Sava, znana tudi kot Sava, je nekdanje samostojno fužinarsko naselje, ki je danes del Jesenic na Gorenjskem v Sloveniji.

## Zgodovina
Naselje je bilo eno izmed mnogih, ki so se po letu 1538 razvila na bregovih Save Dolinke, ko so bližje močnejšemu izviru vode preselili železarno iz okolice Planine pod Golico.
Savo kot železarski kraj omenja zgodovinar Janez Vajkard Valvasor v svoji Slavi vojvodine Kranjske iz leta 1689.
Jedro naselja so sestavljale številne z železarno povezane stavbe, od katerih so ohranjene:
- Bucelleni Ruardova graščina[1]
- jezuitska cerkev Marijinega vnebovzetja in Roka iz leta 1606.[2]
- Delavska kasarna, večnadstropni baročni stanovanjski objekt za delavce. V uporabi je bila do leta 1974.[3]
- Ostanki nekdanje železarne, vključno z nedotaknjenim plavžem iz 16. stoletja (posodobljen v 19. stol.),[4] pudlovko,[5] njegovim dimnikom, mlinom[6] in betonskim delom jarka mlina.[7]

Plavž je leta 1897 prenehal delovati, celotno območje pa je bilo bolj ali manj opuščeno, saj je postalo ujeto med večje objekte sodobne jeseniške železarne in odrezano od preostalega dela mesta Jesenice, kjer so se združili ostali zaselki. Nekdanja naselja Plavž, Murova in Javornik so bili leta 1929 s kraljevim odlokom združeni. Zgodovinsko jedro Save je bilo v devetdesetih letih z urbanistično prenovo in rušitvijo zastarelih objektov železarne ponovno priključeno k Jesenicam. Celotno naselje je razglašeno za kulturni spomenik nacionalnega pomena.